# Boczkowice (Petite-Pologne)
Pour les articles homonymes, voir Boczkowice.
Boczkowice (prononciation : [bɔt͡ʂkɔˈvit͡sɛ]) est une localité polonaise de la gmina de Książ Wielki, située dans le powiat de Miechów en voïvodie de Petite-Pologne.